# Pierre à Cambot
La Pierre à Cambot est un bloc erratique situé en Suisse dans le canton de Vaud. Il est localisé dans le bois de Vernand-Dessous, sur la commune de Lausanne, au nord-ouest de Romanel-sur-Lausanne.

## Caractéristiques
Le volume visible de ce bloc est de 50 m3, néanmoins sa partie enterrée en ferait autant selon le musée cantonal de géologie. Son poids total pourrait ainsi être d'environ 267 tonnes. 

## Origine géologique
Il s'agit d'un conglomérat, une roche sédimentaire. Un conglomérat identique existe à Dorénaz près de Martigny. Il date de la période carbonifère, une époque vieille d’environ 300 millions d’années et durant laquelle les Alpes n'existaient pas. La Pierre à Cambot a été transportée par le glacier du Rhône lors de la dernière glaciation, la glaciation de Würm. Le glacier du Rhône s'étendait depuis la vallée du Rhône, il continuait vers le massif du Jura où il se séparait en deux. Une partie allait dans la direction de Lyon sur l'actuel cours du Rhône. L'autre partie repartait vers l'est jusqu'à Soleure. À son maximum, il y a 25 000 ans, le glacier atteignait une altitude de près de 1 400 mètres au niveau de Lausanne, soit près de 800 mètres au-dessus de l'actuel emplacement de la Pierre à Cambot dans le bois de Vernand-Dessous ; ce dernier se trouvant à environ 587 m d'altitude.